# Jensen FF
Jensen FF — повноприводний спортивний автомобіль, що виготовлявся британською компанією Jensen Motors у 1966—1971 рр. Був першим серійним дорожнім автомобілем з приводом на усі чотири колеса та антиблокувальною системою гальм.
Використання повного приводу на Jensen FF передувало успішному AMC Eagle на 13 років, Audi Quattro на 14 років та Subaru Leone на 5 років. Антиблокувальна система гальм Dunlop Maxaret спочатку використовувалась в авіації, на вантажних та гоночних автомобілях. Експериментальний варіант вперше встановлювався ще на Jensen C-V8, однак до серійного виробництва не дістався.
Літери FF розшифровуються як Ferguson Formula, вказуючи на компанію Ferguson Research Ltd., якій належить система повного приводу. Jensen FF пов'язаний з подібним задньопривідним автомобілем Jensen Interceptor, однак останній на 127 мм довший, а з механічної точки зору суттєво відмінний.
У базову комплектацію FF входили ремені безпеки, тахометр та кишені у картах дверей («map pockets»).

## Продажі
Хоч у технічному плані автомобіль був достатньо прогресивним, комерційного успіху він не мав. Його ціна була висока — на 30 % вищою за вартість Jensen Interceptor і суттєво вищою за вартість спортивних автомобілів престижних марок. За даними клубу власників Jensen (Jensen Owners Club) у Сполученому Королівстві було виконано близько 320—330 автомобілів Jensen FF з V-подібними 8-циліндровими двигунами.
Автомобіль страждав від конструктивних недоліків, жоден з яких простим чином не усувався. Система повного приводу була орієнтована на праве розміщення керма, при конструюванні не передбачалось інших варіантів. Зокрема, роздавальна коробка і привідні вали знаходились ліворуч від сидіння водія. Кермовий механізм та вакуумний підсилювач гальм встановлювались на правій стороні моторного щиту, а на лівій для них не було місця. До початку 1970-их основними ринками «Дженсена» були країни за океаном, де у автомобілів кермо розміщувалось з лівої сторони. Тож Jensen FF не міг продаватись на ринку США.

## Зовнішній вигляд
Візуально модель FF несуттєво відрізнялась від Interceptor. Основна відмінність полягала у подвійних (а не одинарних) діагональних вентиляційних отворах на передніх крилах, прямо за колісними арками. Передня частина кузова зазнала змін у вересні 1968 р.
Існували тільки купе. Кабріолети не виготовлялись.

## Похідні
Один експериментальний Ferguson FF з американським 7-літровим двигуном Chrysler Hemi був створений у 1968 р. В подальшому зразків з таким агрегатом не створювали. Причинами тому проблеми з підвіскою на високих швидкостях, значна вартість імпорту двигунів з США.
Існували чутки про створення моделі SP FF. Вона комплектувалась двигуном Chrysler B-series робочим об'ємом 7,2 л з трьома 2-камерними карбюраторами та, відповідно, системою повного приводу. Вважається що було створено менше 10 таких автомобілів.

## Моделі
Англійська іграшкова компанія Dinky Toys виготовляли модель Jensen FF як у зібраному вигляді так і у вигляді конструктора. Також модель FF виконувала китайська компанія Playart. Модель мала масштаб 1:64 і ймовірно була зменшеною копією від Dinky.
У моделі від Dinky відкривались дверцята і капот. Останній відкривався і у моделі від Playart.